# 蒂姆·黑克尔
蒂姆·黑克尔（德語：Tim Hecker，1997年9月28日—），德国男子皮划艇运动员。他曾代表德国参加2020年夏季奥林匹克运动会皮划艇比赛，获得男子双人划艇1000米铜牌。